# Idomeni
Idomeni —en grec: Ειδομένη— és un petit nucli de població, al municipi grec de Peònia, a la frontera d'aquest país amb Macedònia del Nord. Anteriorment al 1926 es va anomenar Sehovo (en grec: Σέχοβο, en macedoni: Сехово). Idomeni és a 65 msnm, a les faldes del mont Kouri, a la riba oest del riu Àxios, proper a la frontera amb Macedònia del Nord. Aquest nucli de població pertany administrativament al municipi de Paeònia i a la unitat municipal Axioupolis, que està inclosa en la unitat perifèrica de Kilkis. Idomeni té la primera estació de ferrocarril d'entrada a Grècia pel nord, aquesta línia de ferrocarril comunica amb Tessalònica i Belgrad.

## Història
En l'edat antiga ja existia un lloc poblat amb el nom d'Idomeni o Idomene però probablement va quedar destruït i posteriorment es va repoblar amb el nom de Sehovo, que va perdurar fins que el 1926 es va recuperar el nom primitiu.
Durant la guerra d'independència de Grècia, el 1821 els habitants de Sechovo/Idomeni es van revoltar contra les autoritats otomanes quan Zafirios Stamatiades es va erigir en líder de la independència. El 1824 els otomans van destruir la població com a represàlia per la participació en la revolta. Des del 1870 fins a les Guerres Balcàniques, el lloc va ser escenari de nombrosos enfrontaments armats entre grecs i búlgars. En la revolució macedònia del 1878 que va sorgir pel Tractat de San Stefano, la gent d'Idomeni es van organitzar en grups armats comandats per Dellios Kovatsis, Stogiannis (Stoikos) Stoides i Nicolaos Stoides. Durant el conflicte del 1904-1908 els idomenis es van distingir lluitant en el bàndol grec contra els búlgars, entre ells: Georgios Stamatiades, el seu fill Zafirios Stamatiades Papazafiriou, els seus nets Georgios Papazafiriou i Gregorios Papazafiriou, i també Stylianos Kovatsis.
Per ser lloc fronterer, des del 2014 per Idomeni ha estat passant un gran nombre de refugiats procedents de la guerra civil siriana, però també emigrants vinguts de l'Afganistan, el Pakistan i d'altres països d'Orient Mitjà. Aquesta ruta és l'escollida pels emigrants perquè comunica amb països no inclosos en l'espai Schengen. Amb els atacs de França i Rússia contra el grup terrorista Estat Islàmic, la migració ha anat en augment. El govern de Grècia, per complir amb acords amb la Unió Europea ha decidit tancar la frontera i ha establert un camp de refugiats en aquesta localitat i permetent el pas de només uns pocs cada dia.